# Upplands runinskrifter 1174
Upplands runinskrifter 1174, U 1174, är en runsten i grå granit, vid ett gravfält strax öster om samhället Morgongåva i Heby kommun. Höjden är 1,75 m och bredden 1,6 m vid basen. Enligt Upplands runinskrifter är flera runor nere och i stenens högra kant otydliga och osäkra. Strax intill U1174 står ytterligare en sten, U1175.
Runsten U 1174 har en inskrift som i översättning lyder:

## Inskriften
Translitterering av runraden:
kun(u)-- · lit · risa · stin · þina · at · biarnkir ·: sun · sin · a(k) ...(b)rn faþur sin · -u--- -----sin · --
Normalisering till runsvenska:
Gunn... let ræisa stæin þenna at Biarngæiʀ, sun sinn, ok ..., faður sinn ... ... ...
Översättning till nusvenska:
... lät resa denna sten efter Björnger, sin son, och ..., sin fader ...
Olof Grau i Beskrifning öfwer Wästmanland tolkar inskriften som «Ernwiler lät resa denna sten åt sin son Riargir och sin fader Igbiörn. Gud hielpe deras själar.» Carl Säve läser «Ernvitr(?) lät resa denne sten åt Björnger (el. Bjargir), sin son, och Ingbjörn, sin fader; och Gud ... själ.»